# Rifiuti di apparecchiature elettriche ed elettroniche

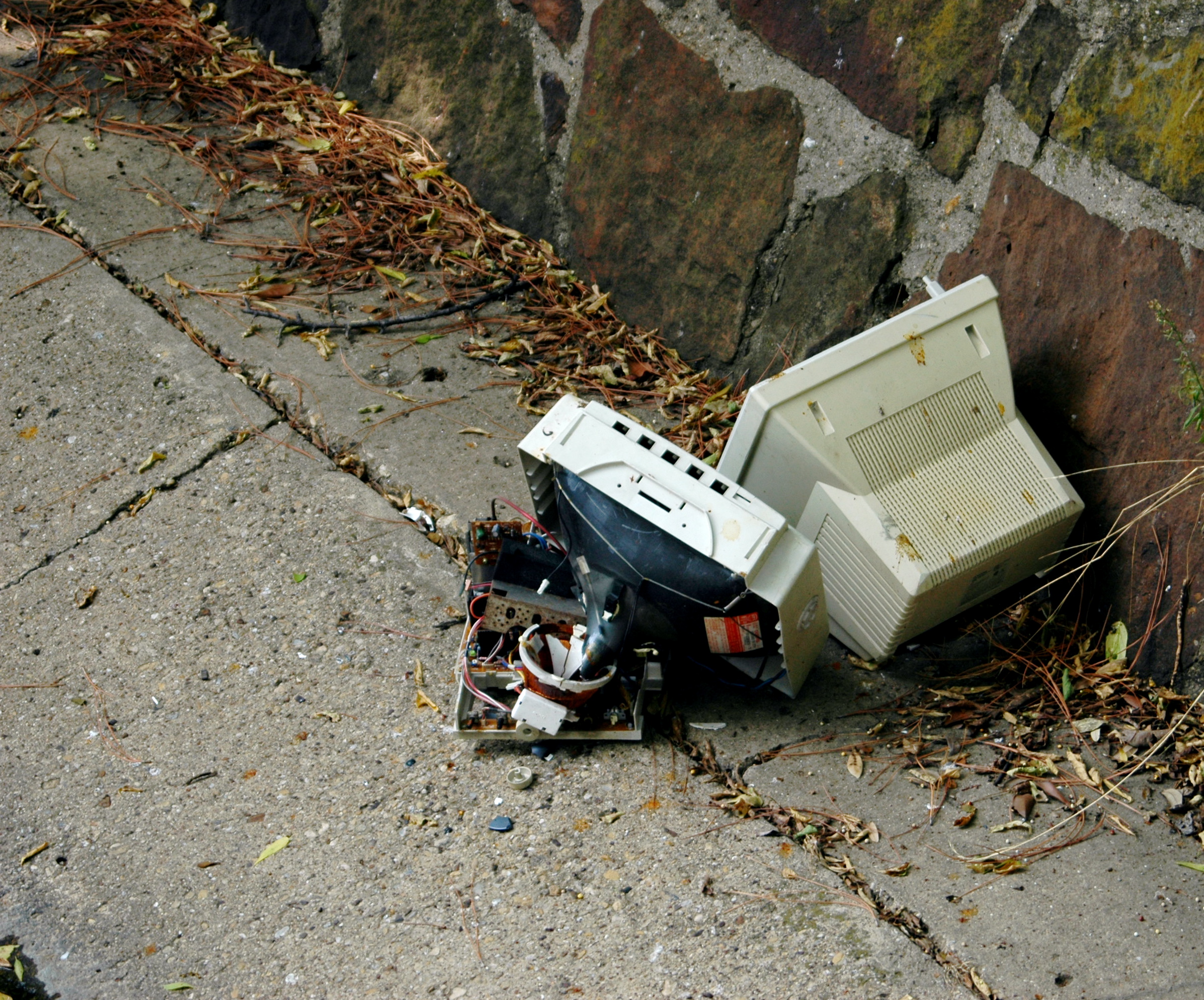
Un monitor di computer abbandonato

I rifiuti di apparecchiature elettriche ed elettroniche o semplicemente rifiuti elettronici (talvolta citati anche semplicemente con l'acronimo RAEE, o in lingua inglese Waste of electric and electronic equipment o con l'acronimo derivante da tale espressione inglese WEEE o sempre in lingua inglese e-waste), sono rifiuti di tipo particolare che consistono in qualunque apparecchiatura elettrica o elettronica di cui il possessore intenda disfarsi in quanto guasta, inutilizzata o obsoleta e dunque destinata all'abbandono. Nel 2022, a livello globale, sono stati generati 62 miliardi di kg di rifiuti elettronici (equivalenti a una media di 7,8 kg pro capite all’anno); solo il 22,3% di questa massa di rifiuti elettronici è stato raccolto e riciclato in modo rispettoso dell'ambiente.
I principali problemi derivanti da questo tipo di rifiuti sono la presenza di sostanze considerate tossiche per l'ambiente e la non biodegradabilità e la spesso difficile riciclabilità di tali apparecchi. La crescente diffusione di apparecchi elettrici ed elettronici determina un sempre maggiore rischio di abbandono nell'ambiente o in discariche e termovalorizzatori (inceneritori), con conseguenze di inquinamento del suolo, dell'aria e dell'acqua e ripercussioni sulla salute umana.
Pertanto è fondamentale che questi rifiuti vengano trattati correttamente e destinati al recupero differenziato dei materiali di cui sono composti, come rame, ferro, acciaio, alluminio, vetro, argento, oro, piombo, mercurio, materie plastiche, ecc., evitando così uno spreco di risorse che possono essere riutilizzate per costruire nuove apparecchiature e migliorando la sostenibilità ambientale.
Questo tipo di rifiuti è comunemente definito RAEE ed è regolamentato dalla Direttiva RAEE (o Direttiva WEEE, dall'inglese "Waste of electric and electronic equipment"), recepita in Italia dal Decreto "RAEE". La direttiva è strettamente legata con la Normativa comunitaria RoHS 2002/95/CE, relativa alla riduzione delle sostanze pericolose presenti nelle apparecchiature elettriche ed elettroniche.

## Definizione di RAEE
I RAEE sono rifiuti di AEE (Apparecchiature Elettriche ed Elettroniche). Le AEE a loro volta sono apparecchiature che per un corretto funzionamento dipendono dall'energia elettrica, sia come utilizzatrici, sia come generatrici, progettate per funzionare a tensioni non superiori a 1000 V AC o 1500 V CC, e appartengono a una delle seguenti categorie:
1. Grandi elettrodomestici;
2. Piccoli elettrodomestici;
3. Apparecchiature informatiche e per telecomunicazioni;
4. Apparecchiature di consumo;
5. Apparecchiature di illuminazione;
6. Strumenti elettrici ed elettronici (ad eccezione delle macchine utensili industriali fisse di grandi dimensioni);
7. Giocattoli e apparecchiature per lo sport e per il tempo libero;
8. Dispositivi medici (ad eccezione di tutti i prodotti impiantati ed infetti);
9. Strumenti di monitoraggio e controllo;
10. Distributori automatici.

La raccolta dei RAEE viene differenziata in base alla tipologia di produzione ed impiego delle AEE, e soprattutto raggruppando i RAEE in base al tipo di trattamento a cui saranno sottoposti a seconda delle strumentazioni specifiche e delle competenze degli operatori nel condurre le procedure di smontaggio in totale sicurezza ed efficienza (per la gestione del costo di recupero).
I trattamenti di recupero vengono eseguiti al fine di poter bonificare i componenti da materiali pericolosi per la salute o per l'ambiente e di smaltirli correttamente, e poter così procedere al recupero di tutta la componentistica riutilizzabile (riassemblabile in prodotti rigenerati) e di tutti i materiali riciclabili tra le parti danneggiate o inutilizzabili, o il cui costo di verifica e collaudo non determina un vantaggio economico, ed in ultimo smaltire correttamente i materiali non riciclabili.
Il conferimento dei RAEE può essere eseguito dai consumatori nei centri di raccolta predisposti dai comuni, o tramite il ritiro da parte dei rivenditori (per conto dei produttori), nelle fasi di acquisto di nuovi prodotti (rivalutazione dell'usato).
La raccolta è prevista, normata e organizzata in base ai seguenti gruppi tipologici (e relativi codici):
RAEE domestici:
- R1 APPARECCHIATURE PER LO SCAMBIO DI TEMPERATURA CON FLUIDI: frigoriferi, congelatori, condizionatori, asciugatrici, ecc.
- R2 ALTRI GRANDI BIANCHI: lavatrici, lavastoviglie, forni, ecc.
- R3 TV E MONITOR: televisori e schermi piatti, televisori e schermi a tubo catodico, tablet, cornici digitali, ecc.
- R4 IT E CONSUMER ELECTRONICS, APPARECCHI DI ILLUMINAZIONE, PED E ALTRO: piccoli elettrodomestici, apparecchi elettronici o digitali, apparecchi di illuminazione, pannelli fotovoltaici, ecc.
- R5 SORGENTI LUMINOSE: lampade a scarica, lampade fluorescenti, tubi al neon, lampadine a led, ecc.

RAEE professionali:
- CATEGORIA 1: Apparecchiature per lo scambio di temperatura
- CATEGORIA 2: Schermi e monitor
- CATEGORIA 4: Apparecchiature di grandi dimensioni
- CATEGORIA 5: Apparecchiature di piccole dimensioni
- CATEGORIA 6: Piccole apparecchiature informatiche e per le telecomunicazioni

## Il trattamento dei RAEE
Il trattamento dei RAEE è svolto in centri adeguatamente attrezzati, autorizzati alla gestione dei rifiuti ed adeguati al "Decreto RAEE", sfruttando le migliori tecniche disponibili.
Le attività di trattamento prevedono varie fasi, indicativamente:
- messa in sicurezza o bonifica, ovvero asportazione dei componenti pericolosi
- smontaggio dei sotto-assiemi e separazione preliminare dei materiali
- lavorazione meccanica per il recupero dei materiali.

L'attività di reimpiego delle apparecchiature dopo test di funzionamento è un'opzione prevista della normativa sui RAEE ma non esiste una normativa specifica sulle apparecchiature reimmesse sul mercato (prodotti rigenerati).

### Obiettivi di recupero
Sono stati stabiliti obiettivi di recupero e reimpiego o riciclaggio dei materiali dei rifiuti elettronici inviati al trattamento in funzione della categoria di appartenenza dei RAEE. Tali obiettivi saranno aggiornati dalla commissione Europea in funzione dello sviluppo dei sistemi e delle migliori tecniche di recupero. In Italia e in Europa inoltre si moltiplicano i casi in cui si torna a riparare invece che buttare le apparecchiature RAEE

## Raccolta differenziata dei RAEE
Per garantire la protezione dell'ambiente e inviare i RAEE a centri di trattamento adeguati, è prevista la raccolta differenziata di tali apparecchiature.
Attualmente i cittadini possono conferire i propri rifiuti alle isole ecologiche; dal 18 giugno 2010 è possibile riconsegnare gratuitamente il rifiuto direttamente al rivenditore, all'atto dell'acquisto di un'apparecchiatura della medesima tipologia, tale procedura è definita "uno contro uno", ed è regolamentata dal D.M. 65 dell'8 marzo 2010.
L'"obiettivo di raccolta" è di 4 kg per abitante all'anno entro il 31 dicembre 2010. Attualmente (2023) la raccolta è intorno a 5,92 kg/abitante l'anno.
Dal 22 luglio 2016 (D.M. 121/2016) i negozi superiori ai 400 metri quadri che vendono apparecchiature elettriche ed elettroniche devono allestire un'area per il ritiro di piccoli RAEE (fino a cm 25) uno contro zero, ossia senza obbligo si acquisto.

## La responsabilità dei produttori
La "Direttiva RAEE" è basata sul principio secondo il quale chi inquina paga. Per ottemperare questo principio, il finanziamento e l'organizzazione della raccolta e del trattamento dei RAEE sono posti in capo ai produttori di apparecchiature elettriche ed elettroniche, a partire dalla data di entrata in vigore in Italia del "Decreto RAEE", il 1º settembre 2007 (DM 185/2007 pubblicato in G.U. il 5/11/2007). Per sostenere questi nuovi costi, i produttori saranno liberi di far pagare un eco-contributo al momento dell'acquisto di un'apparecchiatura nuova (visible fee).
L'ecocontributo non dovrà superare i costi di trattamento.
I produttori ai sensi del D.Lgs. 151/2005 sono tutti coloro che fabbrichino o importino un prodotto elettrico o elettronico, oppure lo commercializzino con proprio marchio indipendentemente dalla provenienza geografica del bene, ovvero tutti coloro che per primi immettono il prodotto sul mercato e dunque ne sono responsabili.
I distributori (ovvero i soggetti che vendono i prodotti nuovi agli utenti finali) sono tenuti all'obbligo del ritiro dell'apparecchio da buttare al momento dell'acquisto di un nuovo apparecchio equivalente.

### I sistemi dei produttori
Per rispondere alle richieste della normativa, i fabbricanti delle apparecchiature rientranti nel campo di applicazione del "Decreto RAEE" hanno costituito dei "sistemi collettivi", tipicamente in forma di consorzi volontari, in funzione del tipo di apparecchiatura o del tipo di mercato servito: dai frigoriferi alle lampade, dalle apparecchiature informatiche ai piccoli elettrodomestici.

Tali sistemi collettivi possono disporre di impianti di trattamento di diretta proprietà, ove convogliare i RAEE di pertinenza dei propri associati, oppure operare come semplici "intermediari di rifiuti", avvalendosi di impianti di terzi.

## Gli operatori del recupero
Trattandosi di rifiuto, tutte le fasi di gestione dei RAEE sono svolte da operatori specificamente autorizzati allo svolgimento di tali operazioni: raccolta, trasporto e trattamento.
In Italia esistono aziende qualificate che si occupano della raccolta e del trasporto dei RAEE, la cosiddetta logistica inversa, e del trattamento.

## Normativa di riferimento
- Le Direttive Europee sui RAEE: 2012/19/UE 2002/96/CE 2003/108/CE;
- Il Decreto RAEE: D.Lgs 25 luglio 2005, n. 151;
- Dl 173/2006, rinvia l'entrata in vigore del "Decreto RAEE" al 31 dicembre 2006;
- Dl 300/2006, rinvia l'entrata in vigore del "Decreto RAEE" al 30 giugno 2007;
- Dl 81/2007, rinvia l'entrata in vigore del "Decreto RAEE" al 31 dicembre 2007;
- Dl 248/2007, rinvia l'entrata in vigore del "Decreto RAEE" al 31 dicembre 2008;
- DM 185/2007, "Istituzione e modalità di funzionamento del registro nazionale dei soggetti obbligati al finanziamento dei sistemi di gestione dei rifiuti di apparecchiature elettriche ed elettroniche (RAEE)";
- Dl 208/2008, rinvia l'entrata in vigore del regime del "new waste" (ogni produttore di apparecchi elettrici ed elettronici è tenuto a sostenere i costi della raccolta, del recupero e dello smaltimento sicuro di tutti gli apparecchi che ha immesso sul mercato italiano) al 1º gennaio 2010.

### Normativa tecnica
- CEI 308-1, "Scheda informativa per il fine-vita dei prodotti elettrici ed elettronici e guida alla compilazione";
- CEI 308-2, "Gestione del fine vita delle apparecchiature elettriche ed elettroniche provenienti da attività lavorative - Linee Guida";
- Procedura Eco&Tech, parte II, "Requisiti di qualità del servizio di gestione rifiuti tecnologici di apparati della ET/HT in ambito ICT".

## Giornata internazionale sui rifiuti elettronici
Il 14 ottobre è la giornata internazionale per sensibilizzare l'opinione pubblica sulla necessità di conferimento dei rifiuti elettronici agli appositi siti di raccolta.

## Commercio internazionale di rifiuti elettronici
Esiste un fiorente commercio più o meno legale di rifiuti elettronici dai paesi ricchi produttori verso paesi poveri o comunque con legislazioni ambientali e sanitarie lassiste.